# Skudeneshavn
Skudeneshavn er en by på Skudenæsset på øen Karmøys sydspids, i Karmøy kommune i Rogaland fylke i Norge.
Skudeneshavn voksede frem i slutningen af middelalderen. Stedet var fra 1837 del af Skudenes Formandskabsdistrikt, men blev udskilt som selvstændig kommune og fik status som ladested i 1857.
1. januar 1965 blev Skudeneshavn slået sammen med Avaldsnes, Kopervik, Skudenes, Stangaland, Torvastad og Åkra til den nye Karmøy kommune.
Skudeneshavn havde ved sammenlægningen et indbyggertal på 1.275 mennesker. Pr. 1. januar 2007 havde Skudeneshavn 3.197 indbyggere.

## Historie
Skudeneshavn blev bygget op omkring hummerfiskeri, sildefiskeri og eksport af sild til Riga som gjorde at Skudeneshavn voksede kraftig i 1800-tallet. Eksporten til Østersølandene gjorde at Skudeneshavn allerede den gang havde en efter forholdene stor flåde med sejlbåde som gik i udenrigsfart, 77 skibe i alt.
Omkring 1860 var der ca 1.200 indbyggere i byen, men under sildesessonen var der omkring 20.000 fiskere i Skudeneshavn. Nedgang i fiskeriet fra 1880 og overgangen fra sejl til damp gjorde at der blev mindre aktivitet i sildebyen. De lokale skibsredere var alt for skeptiske over for de nye moderne dampskibe, hvilket gjorde at andre og mere nytænkende aktører overtog transport af varer til og fra Østersølandene. I tiårene omkring 1900 udvandrede ca. 1/4 af Karmøys befolkning (ca. 6.000 mand) til Amerika for at prøve lykken der.

## Erhvervsliv
I dag har byen moderne værftsindustri og et af landets største offshorerederier. Solstad Offshore (SOFF) har en af verdens mest avancerede offshoreflåder er i arbejde over hele verden.

## Samfund
Byen fik i 1990'erne titel som Norges næst bedst bevarede småby. Byen er bygd op i perioden 1840 til 1870, og dele af den fremstår i dag som den gjorde den gang. Den godt bevarede træhusbebyggelse langs havnebassinet, Søragadå, er blevet et af Rogalands mest besøgte turistmål i løbet af det sidste tiår. Skudeneshavn fik efter en kåring på NRKs Sommeråpent status som Norges sommerby i 2004. Skudeneshavn har også færgeforbindelse til Randaberg nord for Stavanger.
Byen er et populært sted for turister om sommeren. Hvert år arrangeres Skudefestivalen som er Norges største kystkulturfestival. Skudeneshavn har mange forskellige overnatningspladser for turister, som f.eks. Norneshuset og Skudenes Camping.
I 2007 fejrede Skudeneshavn 150-års-jubilæum som by.

59°08′57″N 5°15′23″Ø / 59.1492°N 5.2564°Ø